# Friedrich Harte

Friedrich Harte

Friedrich Harte (* 27. Mai 1872 in Hambüren; † 22. September 1941 in Osnabrück) war ein deutscher Politiker (DVP).

## Leben und Wirken
Nach dem Besuch der Volksschule in Hambüren und der Ackerbauschule in Herford arbeitete Harte auf dem Bauernhof seines Vaters. Von 1892 bis 1894 gehörte er einem Garde-Fuß-Artillerie-Regiment an. Anschließend war er wieder auf dem Gut seines Vaters tätig, bevor er sich 1897 in Posten niederließ.
Am Ersten Weltkrieg nahm Harte zunächst vom Sommer 1914 bis zu seiner krankheitsbedingten Entlassung Ende 1914 als Angehöriger einer Fuhrparkkolonne an. Vom Juli 1915 bis zu seiner Reklamierung durch den Posener Raiffeisenverband im März 1916 gehörte Harte dem Fuß-Artillerie-Regiment Nr. 15 in Graudenz an. Nach dem Tod seines Vaters übernahm Harte Anfang 1917 dessen Hof in Hambüren.
1919 trat Harte, der evangelischer Konfession war, in die Deutsche Volkspartei (DVP) ein. Für diese gehörte er vom Juni 1920 bis Mai 1924 dem Deutschen Reichstag an, in dem er den Wahlkreis 19 (Westfalen-Nord) vertrat.
Harte war ferner Vorstands- bzw. Aufsichtsratsmitglied mehrerer Genossenschaften und Vorsitzender des landwirtschaftlichen Kreisverbandes des Kreises Mecklenburg. Außerdem war er 1919 bis 1920 Mitglied des Provinziallandtags der Provinz Westfalen für den Wahlkreis Tecklenburg und Mitbegründer des Deutschen Bauernbundes.